# Złota Góra (Zawory)
Złota Góra (niem. Goldberg, Gold Berg) - szczyt o wysokości ok. 576 m n.p.m. w południowo-zachodniej Polsce, w Sudetach Środkowych, w Górach Stołowych, w paśmie Zaworów.
Góra położona jest w południowo-zachodniej części Zaworów, w krótkim grzbiecie o przebiegu równoległym do głównego pasma, w którym na południowym krańcu znajduje się Czerwona.
Masyw zbudowany jest z permskich piaskowców i mułowców barwy czerwonej.
Masyw zajęty jest przez łąki i pastwiska.